# DC漫画中以蝙蝠侠名义登场的角色名单
蝙蝠侠是由DC漫画出版的美国漫画书中的虚构超级英雄的名字。最初和最著名的蝙蝠侠是布鲁斯·韦恩，不过有时会由DC宇宙中的其他角色继承这个名号。

## 角色

### 布鲁斯·韦恩
最初的蝙蝠侠。也是最主要的蝙蝠侠。

### 雨果·史特蘭奇
曾用药迷倒蝙蝠侠后冒名顶替过一阵子。

### 尚-保罗·范雷
在《骑士陨落》中蝙蝠侠背部受伤，便找来尚-保罗暂时担任蝙蝠侠。但却在担任蝙蝠侠的过程中愈发暴力，后被布鲁斯和迪克夺回身份。

### 迪克·格雷森
第一任罗宾，后来成为夜翼。曾两次临时出任蝙蝠侠。第一次是在《骑士陨落》后从尚-保罗手中帮助布鲁斯夺回蝙蝠侠身份后临时顶替一段时间。第二次是因为《蝙蝠侠：安息》和《最终危机》中蝙蝠侠死亡，通过《披风争夺战》拿到了蝙蝠侠身份并在哥谭出任蝙蝠侠直到《闪点》重启。

### 蒂姆·德雷克
第三任罗宾。在《披风争夺战》中曾短暂穿过蝙蝠装。在一些可能的未来中他会继承蝙蝠侠的衣钵。新52大事件《末日未来》及之后的《未来蝙蝠侠》第5辑中，主世界时间线五年后的蒂姆去到了更遥远的未来成为了新的未来蝙蝠侠。

### 傑森·托特
第二任罗宾。在《披风争夺战》中曾冒充蝙蝠侠，最终被迪克打败。

### 達米安·韦恩
第五任罗宾。在一些可能的未来中他也继承蝙蝠侠的衣钵，但行事极为暴力。

### 泰瑞·麦金尼斯
在动画《未来蝙蝠侠》中出场，属于DC动画宇宙。新52大事件《末日未来》将其引入漫画世界观，成为一个"可能的未来"。

### 詹姆斯·戈登
在新52《蝙蝠侠》故事《终局》过后，蝙蝠侠与小丑双双失踪，布鲁斯归来后却失忆了，詹姆斯代替他成为新的蝙蝠侠。

### 托马斯·韦恩
布鲁斯·韦恩的父亲。在闪点世界中小巷抢劫当夜死去的是布鲁斯，而托马斯和玛莎反而活了下来，之后托马斯·韦恩成为了蝙蝠侠。托马斯行事风格与儿子完全不同，他没有不杀人的信条。在帮助巴里·艾伦恢复时间线后随闪点世界一同消失。但在DC宇宙重生中的《徽章》故事中再次出现显示闪点世界并未随着重启而完全消失，之后更是在《蝙蝠侠》第3辑第50期的结尾画面中出现。

## 链接
- 漫画书数据库：蝙蝠侠（布鲁斯·韦恩，黄金时代）
- 漫画书数据库：蝙蝠侠（布鲁斯·韦恩，主地球时代）
- 漫画书数据库：蝙蝠侠（布鲁斯·韦恩，后危机时代）
- 漫画书数据库：蝙蝠侠（尚-保罗·范雷）
- 漫画书数据库：蝙蝠侠（迪克·格雷森）